# Národní park Aggtelek
Aggtelek je národní park v severním Maďarsku, v župě Borsod-Abaúj-Zemplén. Nachází se v oblasti Aggteleckého krasu s velkým množstvím jeskyň a má rozlohu přibližně 200 km². Byl prvním národním parkem v Maďarsku, který byl vyhlášen speciálně na ochranu geologických hodnot: krasových jevů na povrchu a známých krápníkových jeskyní, ale nachází se zde také mnoho chráněných druhů rostlin a živočichů.
Aggtelek leží na hranicích se Slovenskem (na slovenské straně je oblast chráněná jako Národní park Slovenský kras), část zdejších jeskyň byla v roce 1995 společně s dalšími ve Slovenském krasu zapsána na seznam světového přírodního dědictví pod názvem „Jeskyně Aggteleckého krasu a Slovenského krasu“. Nejznámější z nich je jeskynní systém Baradla-Domica, jehož maďarský návštěvnický vstup se nachází na území parku. Sídlo správy se nachází ve vesnici Jósvafő. 

## Národní park
Rozloha parku je 198,9 km². Žijí zde např. huculský kůň, netopýr obrovský, létavec stěhovavý či včelojed lesní.

## Biosférická rezervace
Od roku 1979 je celá tato oblast o rozloze cca 600 km² a s více než 700 jeskyněmi zapsána na seznam biosférických rezervací UNESCO.